# ホンダ・ロゴ
ロゴ（Logo）は、本田技研工業がかつて生産、販売していたハッチバック型の小型乗用車である。

## 概要
シティ(日本国内向けモデル)の後継車種として登場した。もっとも2代目シティがスタイル重視の方針によってコンパクトカーに本来求められる実用性を損なってしまった反省から、ボディデザイン・ドライブトレーンとも徹底して実用・合理優先で設計された。しかしあまりに実用・合理に徹しすぎたため外観は地味で凡庸なものであった。
CVTの導入や低中回転域での扱いやすさを重視した高トルク型エンジンなどにより実用域の動力性能は卓越するものがあったが、タウンユースでの乗り心地を重視したためサスペンションセッティングは低速からロールが大きくFFモデルではスタビライザーが装着されていなかった。また、装着タイヤが省燃費指向のタイヤであった。徳大寺有恒は『間違いだらけのクルマ選び』で時速80km以上での走行が危険だと言う事を指摘している。この問題点から苦情やクレームも多かった。
プラットフォームやコンポーネンツを利用した二つの派生モデル（キャパ、HR-V）も開発されそれらは一定の実績を収めた（重量増加に伴い上記サスペンションセッティングが見直された）。それに対してベースのロゴ自体は、主力グレードでも安価な価格設定にもかかわらず、売れ行きや評価はあまり芳しくないままに終わった。これらの経緯からホンダは後継車のフィットで基本コンセプトを一新しコンパクトカー市場での大成功を収めることになる。

### ドライブトレイン
ロゴの最大の特徴であり、美点でもあったエンジンは、4代目シビックに搭載されていたD13B型（キャブレター仕様）をベースに、吸排気バルブの数を減らしPGM-FI仕様に変更したものである。
低回転域を重視したセッティングのため、吸排気バルブをベースの16バルブから8バルブに変更している。性能は66PS、11.3kgf·mで、16バルブ仕様に比べて出力とトルクを抑えているが、これは日常よく使う1,300rpmでエンジントルクの90%を、そして2,500rpmでピークトルクを発生させるよう設定したためであり、「ハーフスロットル高性能」と称していた。実際ロゴは、このトルク特性と軽量なボディとによって、街中の発進や登坂路であっても、アクセルペダルを大きく踏み込まずに軽々と走ることができた（ただし、前述のサスペンションセッティングの問題があった）。
この発想は、北米で販売されていた超低燃費仕様「CIVIC CRX HF」が実用域での使いやすさが際立っていたことに影響されたもので、その後のL型エンジンのi-DSIへと進化して行った。なお、後のマイナーチェンジにおいて、スポーティーグレードの「TS」に（本来の）16バルブ仕様のD13B型が搭載されている。
組み合わされた変速機は、5速MT、3速ATのほか、ホンダ独自のCVTシステムである「ホンダマルチマチック」がシビックに次いで採用された。先に実用化された富士重工業（スバル）のECVTと同じくファン・ドールネ式スチールベルト式CVTであるが、発進クラッチに湿式多板クラッチを使用したのが特徴である。

### その他
前期型のE-GA3/5ではグリルレスのデザインだったが、その後のマイナーチェンジでフードのオープニングラインを変更し、スリットが追加され、最終型では一般的なグリルに変わった。
前期型から後期型へのマイナーチェンジで、衝突安全性向上等のために重量が100kg近く増えている。

## 搭載エンジン
ホンダ・D13B型
- エンジン種類:水冷直列4気筒横置き
- 弁機構:SOHCベルト駆動 吸気1 排気1 、SOHCベルト駆動 吸気2 排気2
- 最高出力:49kW(66PS)/5,000rpm（2バルブ）、67kW(91PS)/6,300rpm（4バルブ）
- 最大トルク:111N·m(11.3kgf·m)/2,500rpm（2バルブ）、114N·m(11.6kgf·m)/4,800rpm（4バルブ）
- 総排気量:1,343cc
- 内径×行程:75.0mm×76.0mm
- 圧縮比:9.2（2バルブ）、9.1（4バルブ）
- 燃料供給装置形式:電子制御燃料噴射式（PGM-FI）
- 使用燃料種類:無鉛レギュラーガソリン
- 燃料タンク容量:40L

## 初代 GA3/5型（1996-2001年）
- 1996年10月3日[6] - 国内向けシティの後継として発表された。キャッチコピーは、「ヒューマン・サイジング」。3ドアが10月4日に、5ドアが11月1日発売された。
- 1997年
  - 9月12日[7]- マイナーチェンジがおこなわれた。全タイプに抗菌ステアリングホイールを設定した。また、装備の充実を図りお買い得感の高い価格設定を実現した「G・オルファ」[8]と身体障碍者福祉車両「アルマス」を新たに設定した。
  - 12月15日 - ボディカラー同色のバンパー、ドアミラーなど設定した特別仕様車「ラシック」を設定した[9]。
- 1998年
  - 3月19日 - 介護を目的としたアルマスの介護車を発売[10]。
  - 4月23日 - 派生車としてキャパが登場した。
  - 9月22日 - 派生車としてHR-V（3ドア）が登場した。
  - 11月12日 - マイナーチェンジがおこなわれた。排ガス規制への対応と衝突安全性を向上させ、ヘッドランプのマルチリフレクター化などによるフロントの意匠変更が行われたGF-GA3/5になる。衝突安全性向上の為、ボディ剛性から見直すなどフルモデルチェンジ相当の変更が行われた。また、16バルブ仕様エンジンを搭載したスポーツグレード「TS」や、4WD仕様（デュアルポンプシステムのリアルタイム4WDとホンダマルチマチックSとの組み合わせ）が追加された[11]。
- 1999年
  - 9月21日 - スポーツグレード「TS」をベースに内外装の質感を向上させた特別仕様車「スポルティック」を設定した。また特別色として「スーパーソニックブルー・パール」を設定した[12]。
  - 12月16日 - ベーシックグレード「G」をベースにバンパーなどボディカラー同色にした特別仕様車「カラリス」を設定した[13]。また、特別色を設定した。
- 2000年
  - 4月13日 - マイナーチェンジがおこなわれた。この改良でユーロデザインの新しいフロントマスクを採用[8]。更にグリルが大きくなり衝突安全性を更に向上させた。形式名は変わらない。「スポルティック」というお買い得仕様を設定[14]。
  - 11月30日 - ベーシックグレード「G」をベースにキーレスエントリーシステム、ボディ同色電動格納式リモコンドアミラーなどを追加し、ベース車より5万円安いお買い得な特別仕様車「トピックス」を設定した[15]。
- 2001年
  - 5月[16] - オーダーストップに伴い生産終了。以降は在庫対応分のみの販売となる。
  - 6月21日- 後継車であるフィットの登場によりこれと入れ替わる形で販売終了。

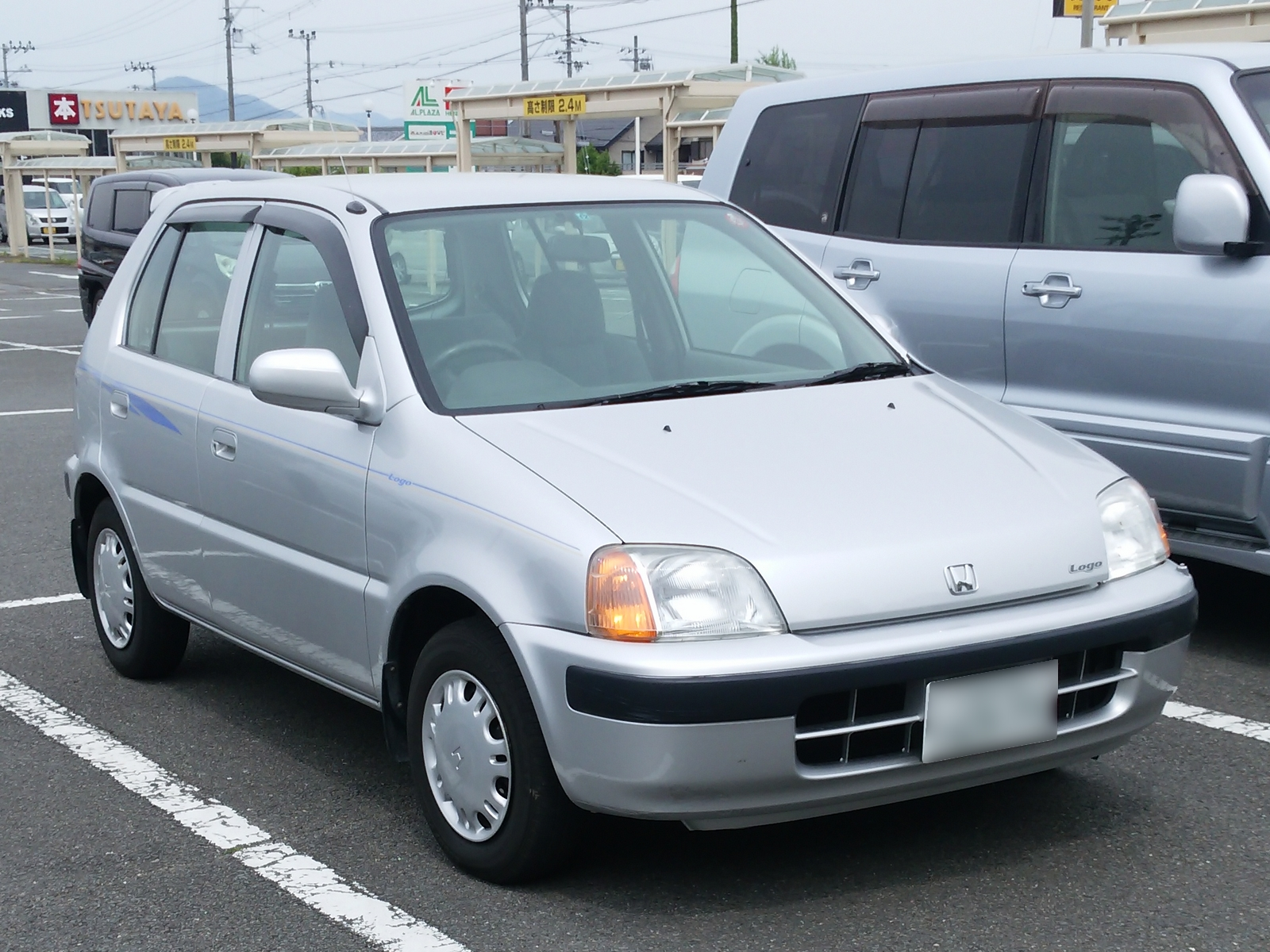
5ドア 前期型 フロント
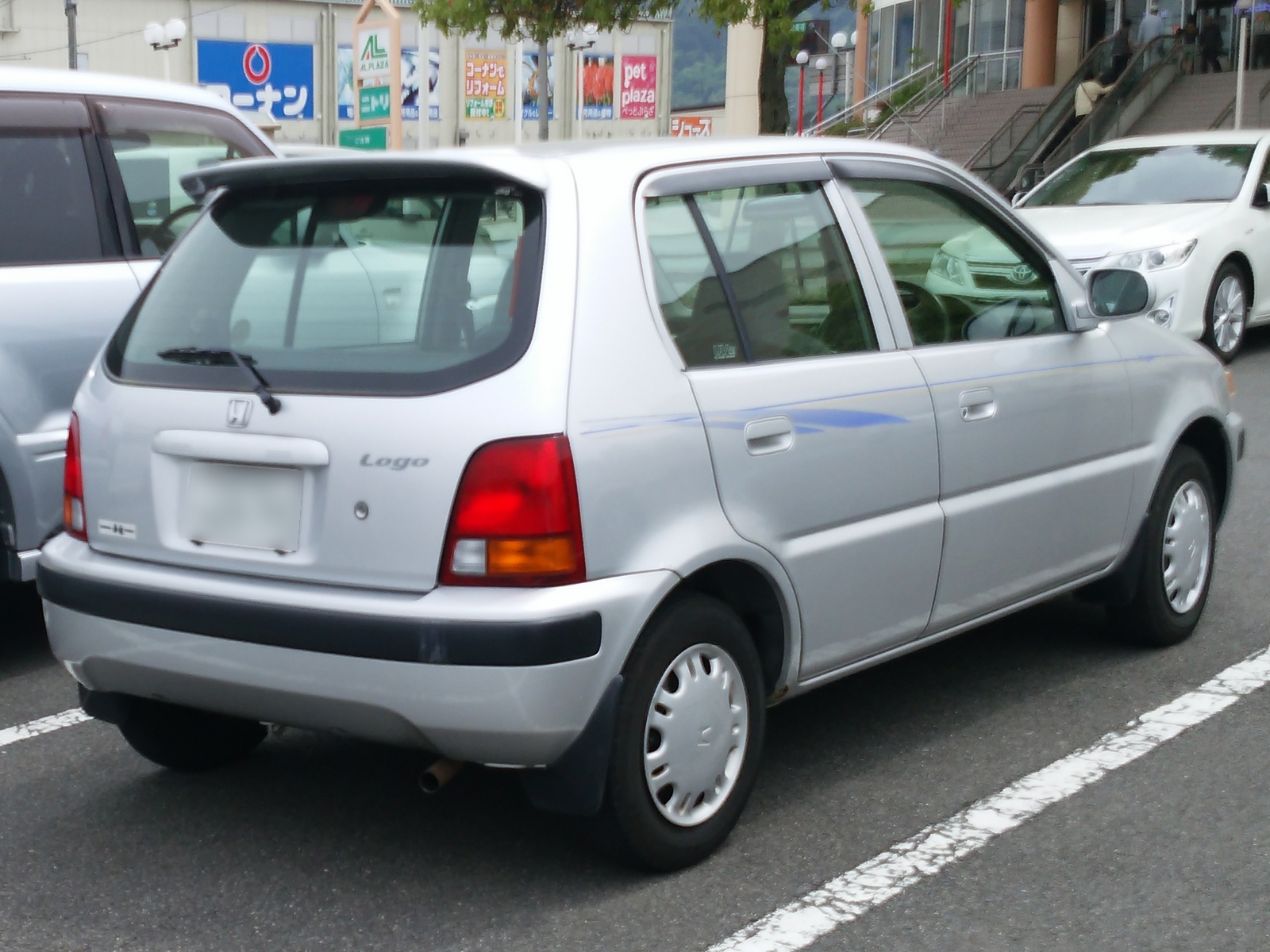
5ドア 前期型 リア
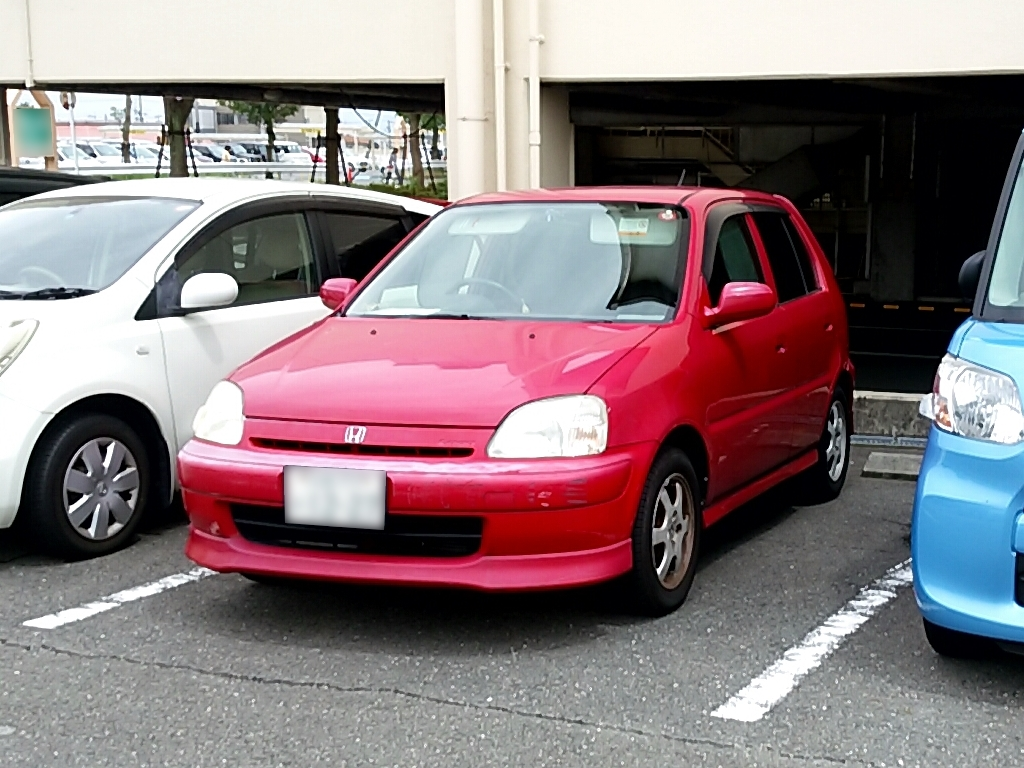
5ドアTS 中期型 フロント
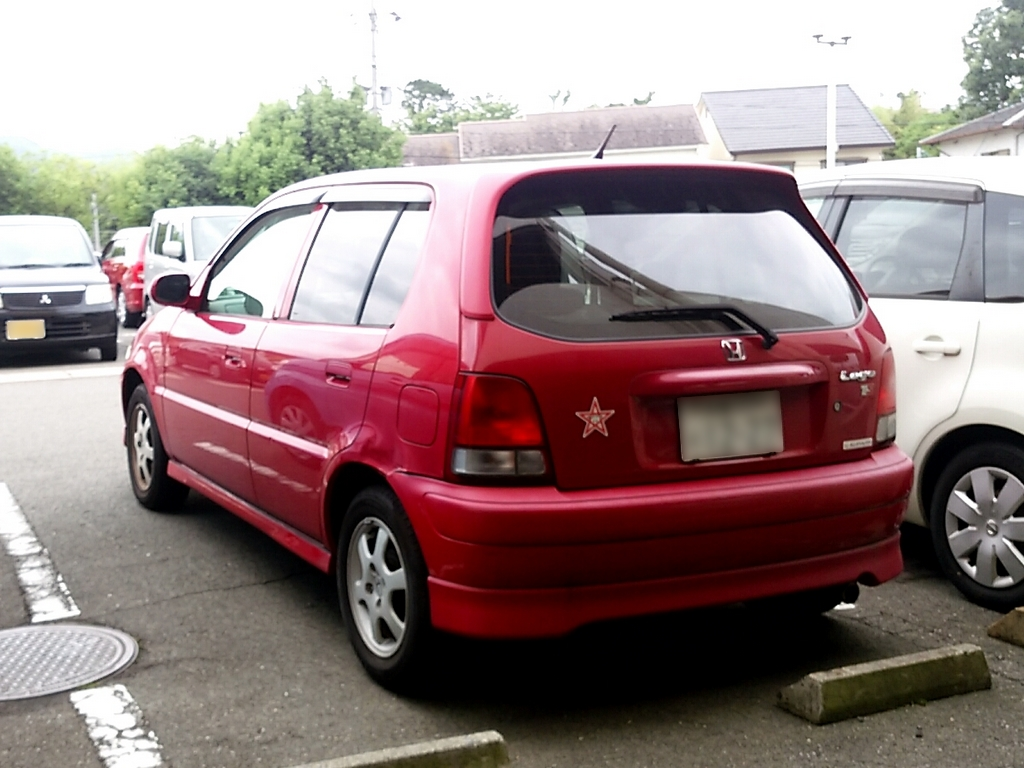
5ドアTS 中期型 リア
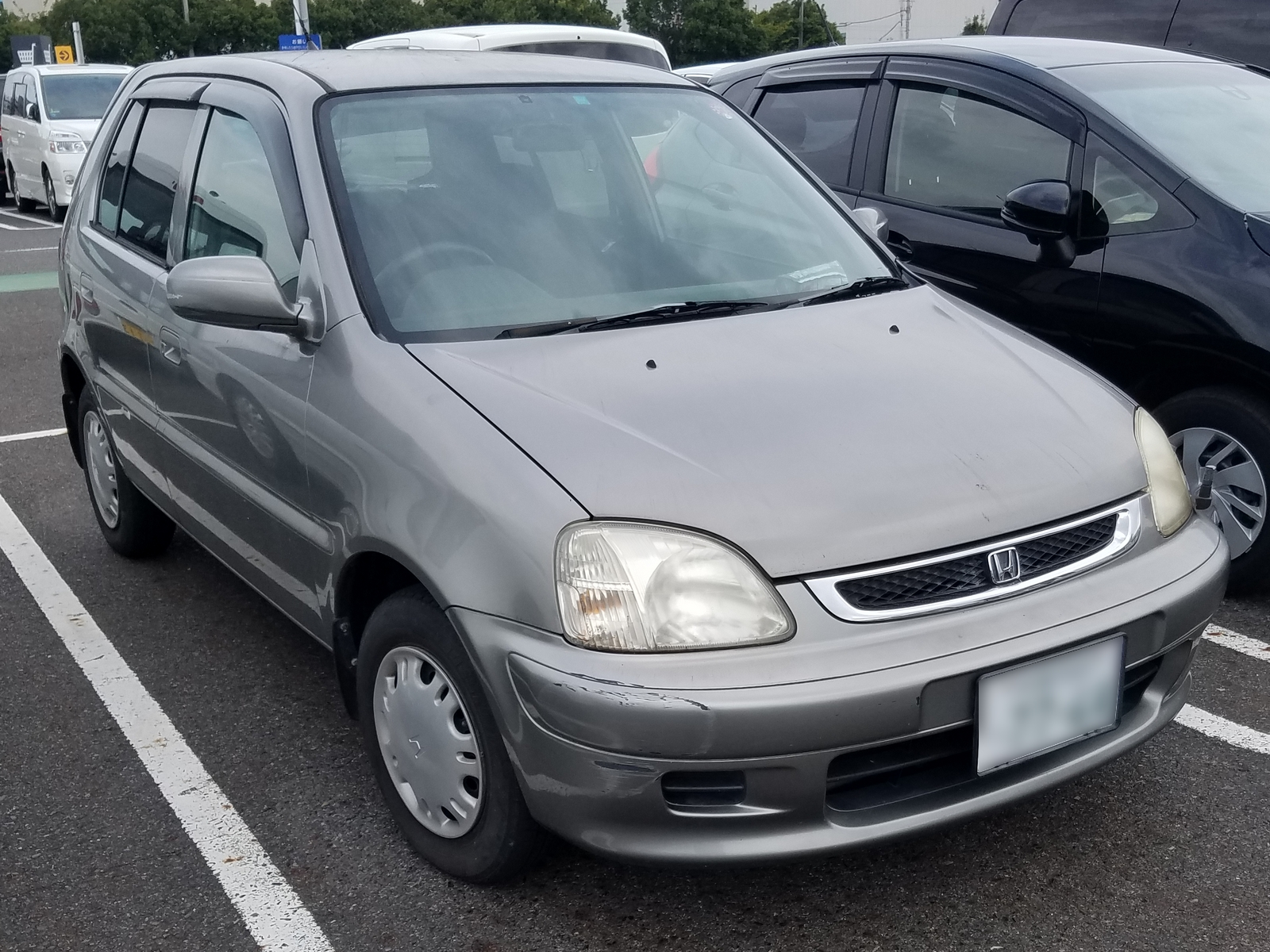
5ドアスポルティック 後期型 フロント
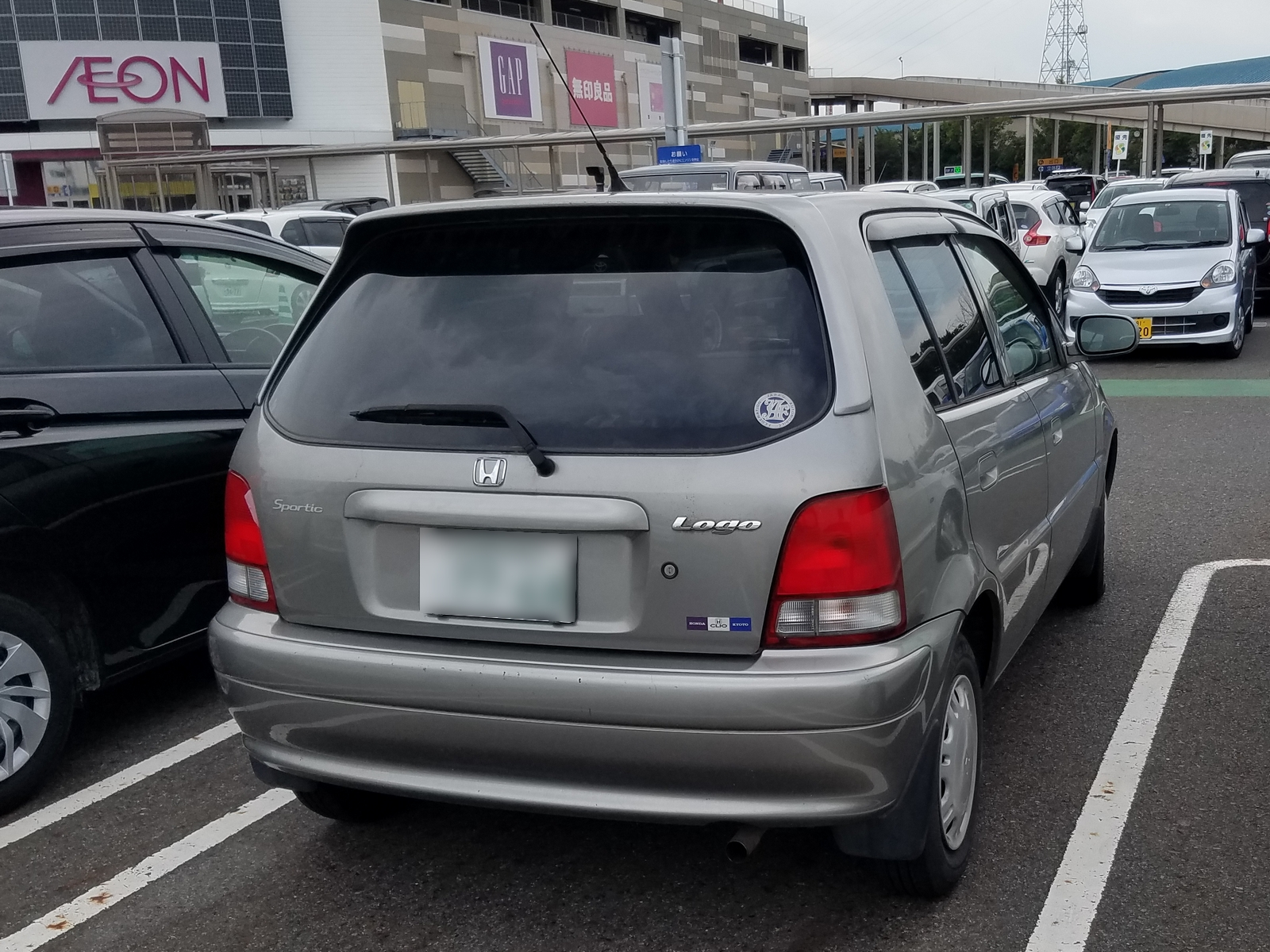
5ドアスポルティック 後期型 リア
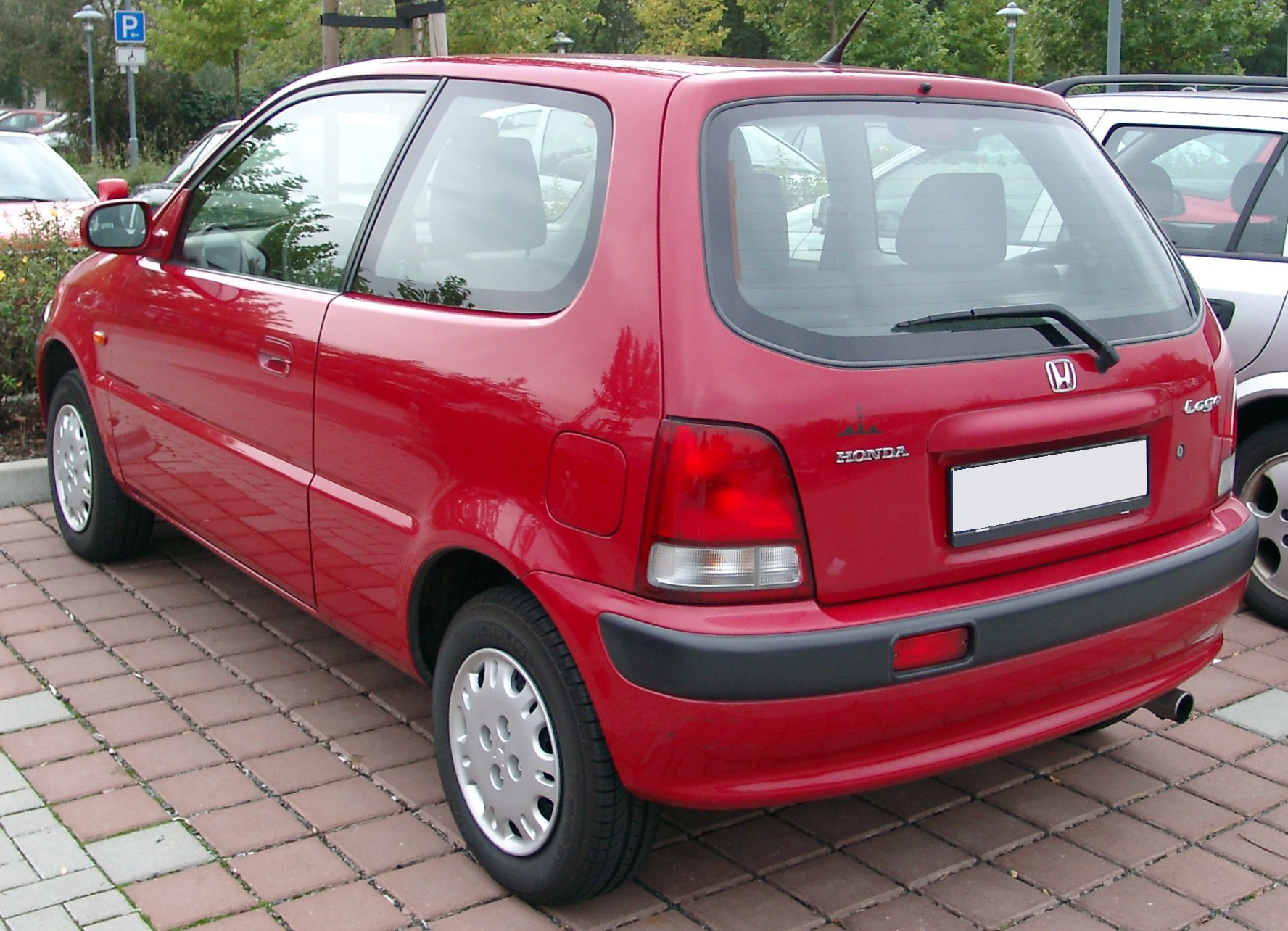
欧州向け後期型リア
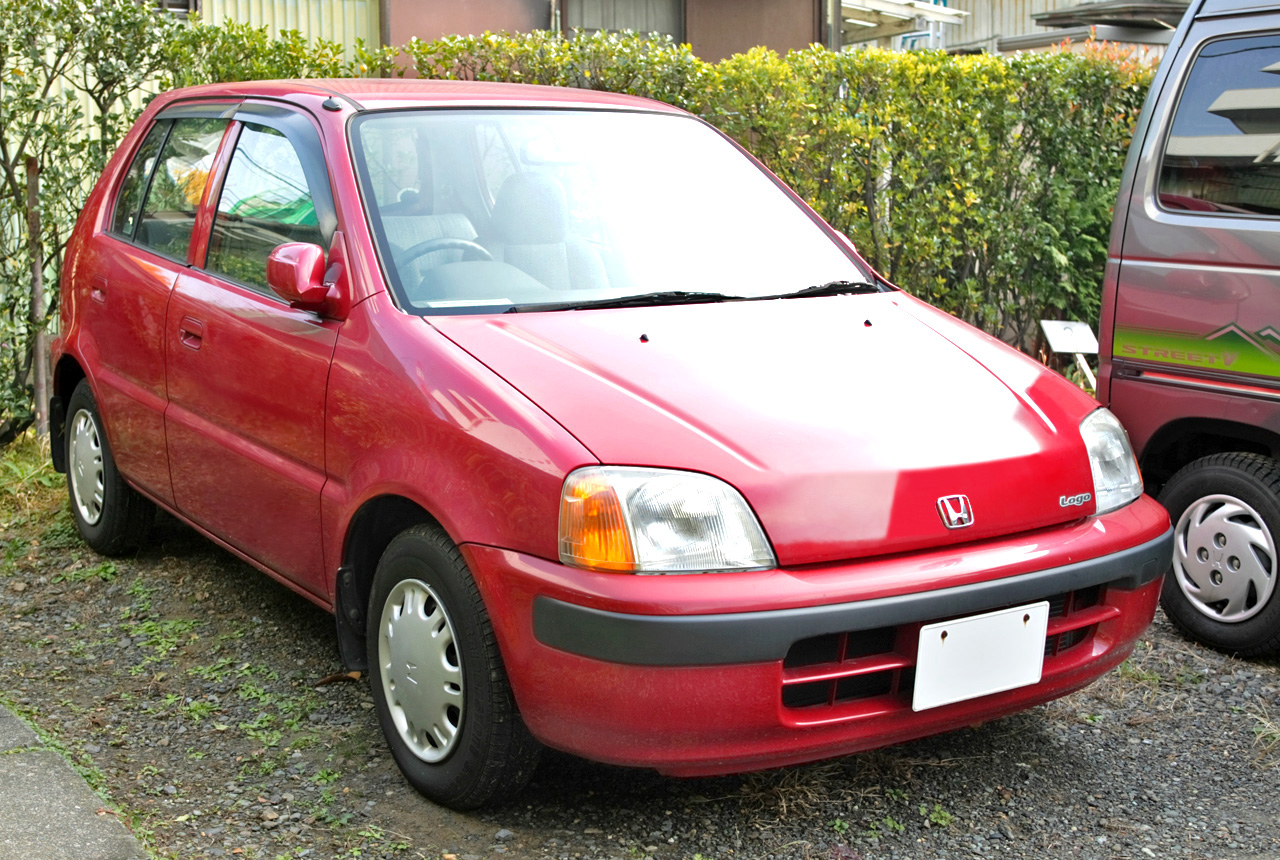
前期型 (5ドア)

## 車名の由来
- ラテン語のLogosが元になっていて、「意味」「言葉」「理性」といった意味を持つ。

## 取扱販売店
- プリモ店
- クリオ店
- ベルノ店

長らくホンダは販売チャネルごとに車名を替えていたが、オデッセイ・ステップワゴンに続いて3チャネルとも同一車名で販売している。